# Kanov vrt
Kanov vrt (azerbajdžansko Xan bağı) je vrt in prostor za počitek v Gandži v Azerbajdžanu.

## Zgodovina
Javad Kan, član dinastije Kadžarjev in zadnji kan kanata v Gandži od 1786 do 1804, je bil naravoslovec. Ime vrta je povezano z njegovim imenom. Imel je 52 hektarov vrta. Pri trgovcih, ki so pripotovali v mesto, je naročal redke sorte dreves. Tuji gostje so mu prinašali tudi razna drevesa in rože. 
Del vrta je pripadal trdnjavi Gandža, ki jo je leta 1588 postavil turški vojskovodja Serdar Ferhad Paša, za katerega se je domnevalo, da je tudi vrt  zasadil, in sicer leta 1582. Tam je bila tudi bitka čete Džavad Kana za Ruse. Mihail Semjonovič Voroncov se je v luči dogodkov odločil, da bo vrt popolnoma uničil skupaj s trdnjavo Gandža.
Leta 1847 so na pobudo Vorontsova v spodnjem delu kanovega vrta, približno šest hektarjev namenili postavitvi temeljev mestnega parka, poimenovanega po Sardarju. Kanov vrt, ki je predstavljal zgodovinsko počivališče kanov v Gandži, je bil ukinjen po ruski invaziji in nekatera tamkajšnja drevesa so bila preseljena v vrt Sardar.
Po obnovitvenih delih je vrt ponovno preimenoval v Kanov vrt. Vrt je trenutno ena izmed glavnih sprostitvenih lokacij za ljudi v Gandži.